# Jean Boboc
Pour les articles homonymes, voir Boboc.
Jean Boboc, né le 21 janvier 1943 à Neuilly-sur-Seine et mort le 4 avril 2019 à Argenteuil (Val-d'Oise), est un prêtre orthodoxe, médecin, philosophe et théologien français, spécialiste des questions de bioéthique. Il est membre de l'Église orthodoxe roumaine.

## Biographie

### Médecin
Jean Boboc est docteur en médecine de la Faculté de médecine de Paris. Spécialiste en pharmacologie et en toxicologie, il exerce comme praticien et comme directeur de recherches en France, mais aussi aux États-Unis. Également titulaire d'un MBA d'administration des affaires, Boboc dirige différentes firmes pharmaceutiques essentiellement situées aux États-Unis et au Canada.
C'est cette expérience qui le conduit « à une réflexion sur les questions de bioéthique et sur les problèmes sociétaux de notre temps », qui donnera lieu à plusieurs travaux, dont l'ouvrage Le Transhumanisme décrypté (2017),,.

### Soutien aux exilés roumains
Lui-même d'origine roumaine, Jean Boboc est particulièrement actif auprès de la diaspora roumaine en France et en Amérique du Nord, exilée de la Roumanie socialiste. Président fondateur de l'AFDOR (Association des Français d’origine roumaine) et de la BRP (Bibliothèque roumaine de Paris), Boboc donne de nombreuses conférences sur l'histoire contemporaine de la Roumanie en Europe et en Amérique. Il s'intéresse particulièrement aux territoires de Bessarabie et de Bucovine, annexés par l'Union soviétique.
Il a, en outre, écrit de nombreux articles et participé à des ouvrages collectifs traitant de ces questions.

### Prêtrise
Sous l'influence de Mircea Eliade, Boboc suit, dans sa jeunesse, des cours de théologie orthodoxe à l'Institut de Science et de Théologie des Religions (ISTR) de l'Institut catholique de Paris. De retour des États-Unis, il renoue avec la théologie et rejoint l'Institut Saint-Serge, à Paris, où il obtient une licence et un master de théologie orthodoxe, puis un doctorat, grâce à sa thèse sur les aspects eschatologiques de l'anthropologie orthodoxe.
Le 10 mai 2009, à l'âge de 66 ans, Jean Boboc est ordonné prêtre par monseigneur Joseph (Pop), archevêque et métropolite de l'Église orthodoxe roumaine, en l'église des Saints-Archanges de Paris (devenue cathédrale le même jour). Il devient alors stavrophore et économe de la cathédrale, avant d'en devenir l'archiprêtre.
Il devient également professeur et doyen du Centre orthodoxe d'Étude et de Recherche « Dumitru Staniloae », responsable de la direction Anthropologie, Éthique et Sciences de la vie dans le cadre du Centre et professeur de bioéthique à l'Institut Saint-Serge.

## Œuvres
- La grande métamorphose : éléments pour une théo-anthropologie orthodoxe, Paris, Éd. du Cerf, 2014, 686 pages  (ISBN 978-2-204-10316-9).
- Le transhumanisme décrypté : métamorphose du bateau de Thésée, préface de Pierre Magnard, Paris, Éditions Apopsix, 2017, 463 pages  (ISBN 978-2-35979-137-2).